# Narcís Vinyoles
Narcís Vinyoles (* zwischen 1442 und 1447 in Valencia, Spanien; † 1517 in Valencia) war ein valencianischer Poet, Jurist und Minister. Er trug den Titel eines Mossen, welcher dem eines Cavallers ähnlich war. Narcís oder N'Arcis (von En Arcis) ist die katalanische Schreibweise des Vornamens. In der Literatur findet man gelegentlich auch die spanische Form Narciso de Viñoles.

## Leben
Narcís Vinyoles entstammte einer Juristenfamilie. Er starb 1517 im geschätzten Alter von ca. 70–75 Jahren, woraus man ableiten kann, dass er etwa 1442–1447 geboren wurde. Sein Vater hieß Antonio und wohnte in der Parroquia de San Andrés, eine Pfarrei in Valencia. Er wurde von seinem Onkel Damián Vinyoles, welcher im Presbyterium der Kathedrale von Valencia tätig war, unterrichtet. Möglicherweise führte er seine Studien bis zum Doktor des Rechts fort und war anschließend als Berater im Kriminalgericht tätig. Seine politische Karriere war außerordentlich erfolgreich, so dass er zwischen 1468 und 1516 zahlreiche hohe Ämter in Valencia ausübte, so u. a. Minister (conseller), Geschworener (jurat), „comptador de la generalitat“ und Verwalter der Llotja, der große, damals neue Markt.
Er heiratete Brianda de Sant Angel, eine Nichte des Bankers, der Columbus’ Amerika-Expedition mitfinanzierte. Die Ehe blieb kinderlos.
Narcís Vinyoles war einer der fruchtbarsten Dichter seiner Zeit und ein großer Kenner des Lateins wie auch des toskanischen Dialekts der italienischen Sprache. Er publizierte Werke in valencianisch, katalanisch, kastilisch, toskanisch und Latein und zeigte damit außerordentliche Sprach- und Fachkenntnisse. Er gehörte zum renommierten Literaten-Zirkel um Bernat Fenollar und nahm an zahlreichen Poesie-Wettbewerben teil, so 1474, 1486, 1488 und 1511.

## Werke (Auszug)
- Scachs d’amor, zusammen mit Bernat Fenollar und Francesc de Castellví i de Vic, 1470–1490
- Gedichte enthalten in Obres o trobes de laors de la Verge Maria, anlässlich des Dichterwettbewerbs 1474
- Obra de la Sacratissima Concepcio de la Intemerata Mare de Deu, Valencia 1486
- Lo proces de les olives, Valencia 1497
- Obra sens titol a la honor
- Omelia sobre lo psalm del Miserere mei deus: Ordenada per lo Magnifich mossen Narcis vinyoles Ciutada de Valencia
- La vida de sancta Catherina de Sena, Valencia 1499
- Obres fetes en lahor dela seraphica senta catherina d'sena, Valencia 1511
- Cancionero de Castillo
- Con preuilegio Real. Suma de todas las Cronicas del mundo. Llamado en latin Suplementu Cronica

## Schachliche Bedeutung
Narcís Vinyoles war Mitverfasser des Schachgedichts Scachs d’amor, die erste schriftliche Referenz an das mit neuen Regeln (insbesondere die Zugart von Dame und Läufer) gespielte Schachspiel. Er gilt deshalb, zusammen mit seinen Coautoren Francí de Castellví und Bernat Fenollar sowie dem Literaten Francesc Vicent als Mitbegründer des modernen Schachs. Obwohl es sich beim Scachs d'amor um eine künstlerisch konstruierte Schachpartie handelt, welche kaum eine Aufzeichnung einer real gespielten Partie darstellt, resultiert Vinyoles als erster namentlich bekannter Verlierer dieses Spiels.